# Еліза Бонапарт
Марія Анна Еліза Бонапарт (фр. Marie Anne Elisa Bonaparte; 3 січня 1777, Аяччо, Корсика — 6 серпня 1820, Трієст, Австрійська імперія), в шлюбі Баччоккі (італ. Bacciochi) — велика герцогиня Тосканська (1809—1814), княгиня Луккська і Пйомбінська (1805—1814), реформаторка краю, законотвориця, меценатка, власниця літературного салону.

## Біографія
Народилася в Аяччо на Корсиці. Була сьомою дитиною і старшою дочкою, що досягла повноліття Карло Буонапарте і Летиції Рамоліно. Виховувалася в аристократичному пансіоні Сен-Сір. З усіх дітей Еліза була менш привабливою і більше всіх була схожа на Наполеона.
За словами графині А.Потоцької, «вона нагадувала брата рисами свого обличчя, але вираз його був набагато суворішим. Говорили, що у неї незвичайний розум і сильний характер, але чомусь ніхто не чув, щоб хтось розповідав про її видатний вчинок або дотепний вислів». До того ж, вона була горда, пихата і рішуча, говорила голосно і твердо стояла на своєму. За спостереженнями герцогині д'Абрантес, була твердо впевнена, що жінки не гірші, а може й кращі, за чоловіків. Еліза всіляко намагалась це довести, через що «мимоволі напрошувалася думка, що жіноча стать була для неї лише прикриттям».
У травні 1797 року в Марселі вона стала дружиною офіцера Фелікса-Паскаля Баччоккі (1762—1841), який походив із старовинного дворянського, але збіднілого корсиканського роду. З нагоди весілля Наполеон призначив його командиром піхотного полку, а в 1804 році дав посаду сенатора. Посаг Елізи включав у себе 35 000 тисяч франків готівкою, два виноградники і невеликий маєток на Корсиці. У шлюбі народила четверо дітей, з яких вижили двоє.

## Княгиня Луккська і Пйомбінська

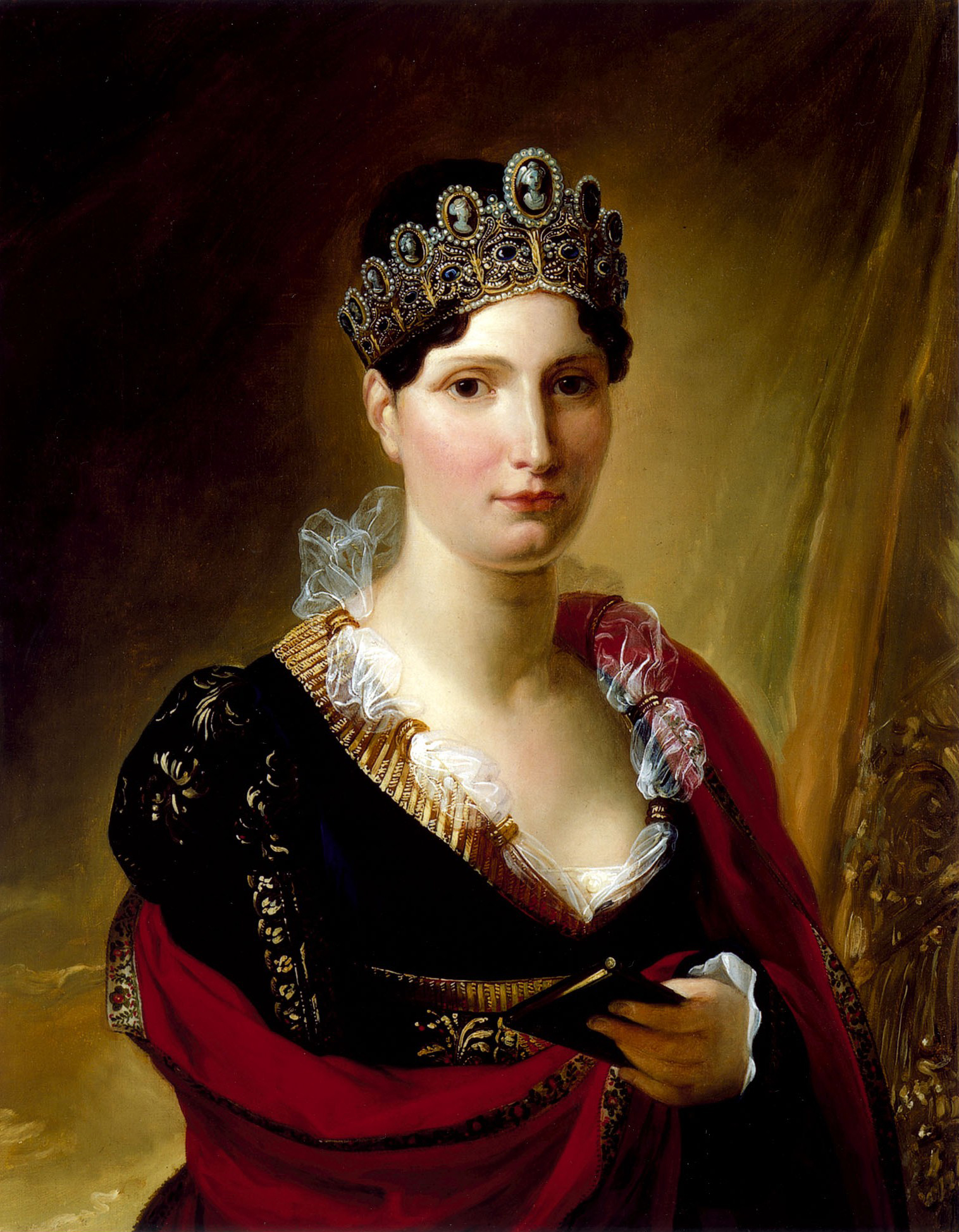
Еліза Бонапарт (1812)

З 1797 по 1805 роки Еліза з родиною жила в Парижі, де тримала літературний салон, в якому збирала найзнаменитіших діячів французької культури. Розумна, гостра на мову вона із задоволенням брала участь у сімейних інтригах, і після того, як Наполеон в 1804 році став імператором, отримала, як і інші члени сім'ї, титул Імператорської Величності. 18 березня 1805 року Наполеон запропонував їй володіння в Італії і дарував титул княгині Пйомбіно, що представляє для нього великий стратегічний інтерес. Пізніше вона отримала герцогство Лукки, Маси, Каррари і Ґарньяфо. Схожа на прославленого брата, діяльна і владна, вона зробила багато для розвитку своїх князівств.
Оскільки була хорошою адміністраторкою, Еліза відсторонила від справ чоловіка і твердою рукою взялася за економіку краю, активно розвиваючи не тільки будівництво, але і культуру. Нудьгуючи за блискучим двором у Парижі і бажаючи мати щось подібне в своїх володіннях, вона активно розвивала там мистецтво і світське життя. В Луцці побудувала новий палац, відкрила два театри, лазні і гральний будинок. Вона реформувала духовенство, закривши ряд монастирів, створила безліч навчальних закладів, заснувала Комітет громадської благодійності і організувала безкоштовну медичну допомогу для бідних, побудувавши нову лікарню в колишньому монастирі Сант-Анастасія. Дбаючи про свій добробут, вона ввела особисту монополію на ловлю тунця, відкрила кузні й, проти волі Наполеона, привласнила приватну компанію на Ельбі з виробництва руди. З її ім'ям пов'язана інтенсивна розробка родовищ каррарського мармуру, де робили погруддя імператора. Там вона заснувала школу скульпторів і стала виготовляти столи, вази, каміни та годинники, постачаючи своїм мармуром всю Європу.
Оцінивши таланти сестри, Наполеон зробив її в 1809 році намісницею усієї Тоскани, з титулом великої герцогині. У Флоренції вона оселилася в палаццо Пітті, чоловіка відправила в палац Крочетта. На людях вони зображували люблячу пару, разом їздили в театр і публічно демонстрували прихильність одне до одного, але насправді жили своїм життям. Серед коханців герцогині були барон де Капелі, племінник маркіза Лукезіні, конюший Ченами, купець Ейнард і багато інших. Зокрема, її фаворитом, а може і коханцем, був і великий італійський скрипаль Нікколо Паганіні. Але, як тільки вони ставали загрозою для репутації сім'ї, Наполеон висилав їх з країни. У флорентійському товаристві Еліза не мала популярності. Говорили, що в ній «поєднувався деспотизм, який вона перейняла у брата, і деспотизм, властивий її статі».

Еліза з дочкою Наполеоною

Не маючи можливості правити в Тоскані безпосередньо, для реалізації своїх планів вона їздила в Лукку, де в лютому 1810 року видала 30 нових законів власного виробництва. Її відносини з Наполеоном ставали все більш напруженими, він часто нагадував їй про будь-які порушення у виконанні своїх наказів у Тоскані й у спробі стримати її невгамовну спрагу слави, навіть заборонив згадувати її ім'я у французьких газетах. Події 1812 і 1813 років не справили на герцогиню особливого враження, вона була переконана, що народ її любить.
Однак, коли в січні 1814 року до воріт Флоренції підійшла армія Мюрата і зажадала впустити її в місто, Еліза відповіла формальною відмовою. У спробі зберегти трон вона почала інтригувати й розпочала переговори з Мюратом. Потім, переконуючи флорентійців, що прагне уникнути кровопролиття, вона відкрила ворота, але юрба почала штурм Пітті, і їй довелося тікати в Лукку. Там Еліза оголосила, що розриває всі зв'язки з імперією, чим, за словами історика Ф. Массона, повела себе «як матрос, який на тонучому кораблі краде у капітана носові хустки». У березні до Лукки підійшли війська лорда Бентинка і зажадали від жителів міста «відправити цю жінку геть», на цьому кар'єра Елізи Бонапарт закінчилася.

## Останні роки
Під загрозою арешту 15 березня 1814 року Еліза поїхала до чоловіка в Геную, після чого вони переїхали в Турин, потім у Шамбері та Монпельє. Після падіння імперії території, захоплені Наполеоном, повернули їх колишнім власникам і герцогство перейшло Фердинанду III Тосканському. Князь Меттерніх дозволив подружжю оселитися в Болоньї, де Еліза взяла собі ім'я графині ді Компіньяно. Вона стежила за усіма політичними новинами і навіть їздила на Віденський конгрес, щоб боротися за свої права. Під час втечі Наполеона з Ельби, 25 березня 1815 року Еліза була заарештована і перебувала в австрійській фортеці Брунн. Після Ста днів її звільнили й дозволили оселитися в Трієсті.
Там вона купила будинок і заміську віллу Віллу-Вічентіну. Продавши повернуте у 1819 році австрійським урядом своє італійське майно, вона купила маєток в Істрії і вела безбідний спосіб життя в оточенні свого двору, що складався з другосортних художників, музикантів і французьких емігрантів.
Еліза Бонапарт раптово померла від малярії у віці 43 років 7 серпня 1820 року на власній віллі Вічентині. Для Наполеона ця звістка стала важким ударом, чоловік же поставився до її смерті зі звичайним спокоєм. Продавши маєток дружини, Бачіоккі влаштувався в Болоньї, де в Базиліці Сан-Петроніо купив бічну каплицю і спорудив монумент своїй сім'ї, поховавши там прах дружини. Її ім'ям названо рід рослин Elisena (Елізена) з родинии Амариллісові.

## Родина
Чоловік — Фелікс Паскаль Пачоккі
Діти:
- Фелікс Наполеон (1798—1799)
- Еліза-Наполеона (1806—1869), в 1825 році одружилася з Філіппо Кармрат-Пассіоней.
- Жером Карл (1810—1811)
- Фредерік-Наполеон (1814—1833), народився в Болоньї, як писала одна з сучасниць, «в той момент, коли необхідність у спадкоємця вже відпала». Помер в результаті падіння з коня.